# バンジのにゃむにゃむ日記
『バンジのにゃむにゃむ日記』とは、ジョンイによる韓国の漫画である。原題は『バンジのいい加減秘密日記』（韓:반지의 얼렁뚱땅 비밀일기）。
また、タイトルにもある｢にゃむにゃむ｣は韓国語でおいしいを表す。

## 概要
2006年より韓国の出版社の大元 C.I.より刊行されている少女漫画雑誌『イシュー』（韓:이슈）で連載された。

## ストーリー
超ド級の天然ガール・バンジを中心とした、ギャグチックな作品。

## 登場キャラ
クム・バンジ (금반지)
声 - 小堀幸/韓 - 방연지
主人公で、感情の起伏が激しく、純真な性格の女の子である。ニャミニャミとウンシムと同行する事が多い。
ピョン・ウンシム (변응심)
声 - 丸山有香/韓 - 김선혜
性格はちょっとチャラい。イケメンが好き。
ジン・ニャミニャミ (진냠냠)
声 - 佐藤あずさ/韓 - 조경이
ソン・ホヨン(손호용)
声 - 依田菜津/韓 - 채민지
ワン・ペンドル(왕뺀돌)
声 - 寺井大樹/韓 - 홍범기
パンソラ(빵소라)
声 - ふじたまみ/韓 - 여윤미
コプタン先生 (곱단 선생님)
声 - 水野恵理子/韓 - 조경이
主任先生 (주임 선생님)
声 - 足立由夏/韓 - 채민지
テプン (최태풍)
声 - 足立由夏/韓 - 채민지
ジンジン (진진이)
声 - 南波ゆき/韓 - 조경이
ダンジ (금단지)
声 - 中村慈
ヨンモッ (강연못)
声 - 中村慈
ポッピ (뽀삐)
声 - 南波ゆき

## 書籍
全ページオールカラーになっている。

### 日本版
- ポプラ社、作・絵：ジョンイ、訳：ラナ
  - バンジのにゃむにゃむ日記 いちごのまき（2013年9月、ISBN 978-4-591-13582-2）
  - バンジのにゃむにゃむ日記 にんじんのまき（2014年2月、ISBN 978-4-591-13718-5）
  - バンジのにゃむにゃむ日記 さくらんぼのまき（2014年8月、ISBN 978-4-591-14089-5）

## アニメ
2017年7月13日から2018年1月11日まで韓国のKBS 1TVで第1期を全26話、2019年7月17日から2020年1月22日までのKBS第2テレビジョンで第2期を全26話放送した（韓国での題名は『バンジの秘密日記』韓:반지의 비밀일기）。日本では、2018年10月6日からディズニー・チャンネルで放送された。